# 亚当·耶茨
亚当·耶茨（英語：Adam Yates，1992年8月7日—）是英国职业公路自行车手，现效力于阿联酋航空车队，曾获得2016年环法自行车赛最佳年轻车手。他的双胞胎兄弟西蒙·耶茨也是公路自行车手。

## 早年
耶茨兄弟出生于英国大曼彻斯特郡的伯里，西蒙比亚当早出世5分钟。8岁时父亲带他俩去曼徹斯特自由車館看比赛，兄弟俩自此喜欢上了骑行。18岁时，哥哥西蒙被英国自行车协会旗下的奥林匹克学院选中，成为青训人才，落选的亚当则前往法国业余车队历练。
2013年，耶茨兄弟在面向U23车手的法国环未来自行车赛上崭露头角，西蒙赢下了8个赛段中的2个，亚当则赢得了总成绩第2名。

## 职业生涯
耶茨兄弟于2014年一起步入职业车坛，拒绝了大牌云集的英国天空车队的邀请，而选择加盟在西班牙赫罗纳有训练基地的澳大利亚车队澳瑞凯-绿刃。
亚当于2015年首次参加环法。在2016年环法上，他在第7赛段遭遇离奇事故，用于标记最后一公里点的充气拱门突然塌下，躲闪不及的亚当直接撞上。他最终赢下当届象征最佳年轻车手的白衫，并获得总成绩第4名，他也成为首位赢得环法白衫的英国车手。
2020年，亚当与西蒙分开，与英力士掷弹兵车队（即原天空车队）签约2年。2022年约满后，亚当加入阿联酋航空车队。他在2023年环法中取得总成绩第3名，首次登上环法总成绩排名的领奖台。